# Wiehengebirge
La chaîne des Wiehengebirge (ou des Wiehen) est un massif de moyenne montagne, aux confins de la Basse-Saxe et de la Rhénanie du Nord, culminant à 320 m d'altitude. Cette chaîne qui surplombe par le sud la grande plaine d'Allemagne du Nord se rattache au Weserbergland ou, plus généralement, au pli Weser-Leine. L'épaisse forêt des Wiehengebirge forme une partie du parc naturel et géoparc TERRA.vita (de).

## Toponymie

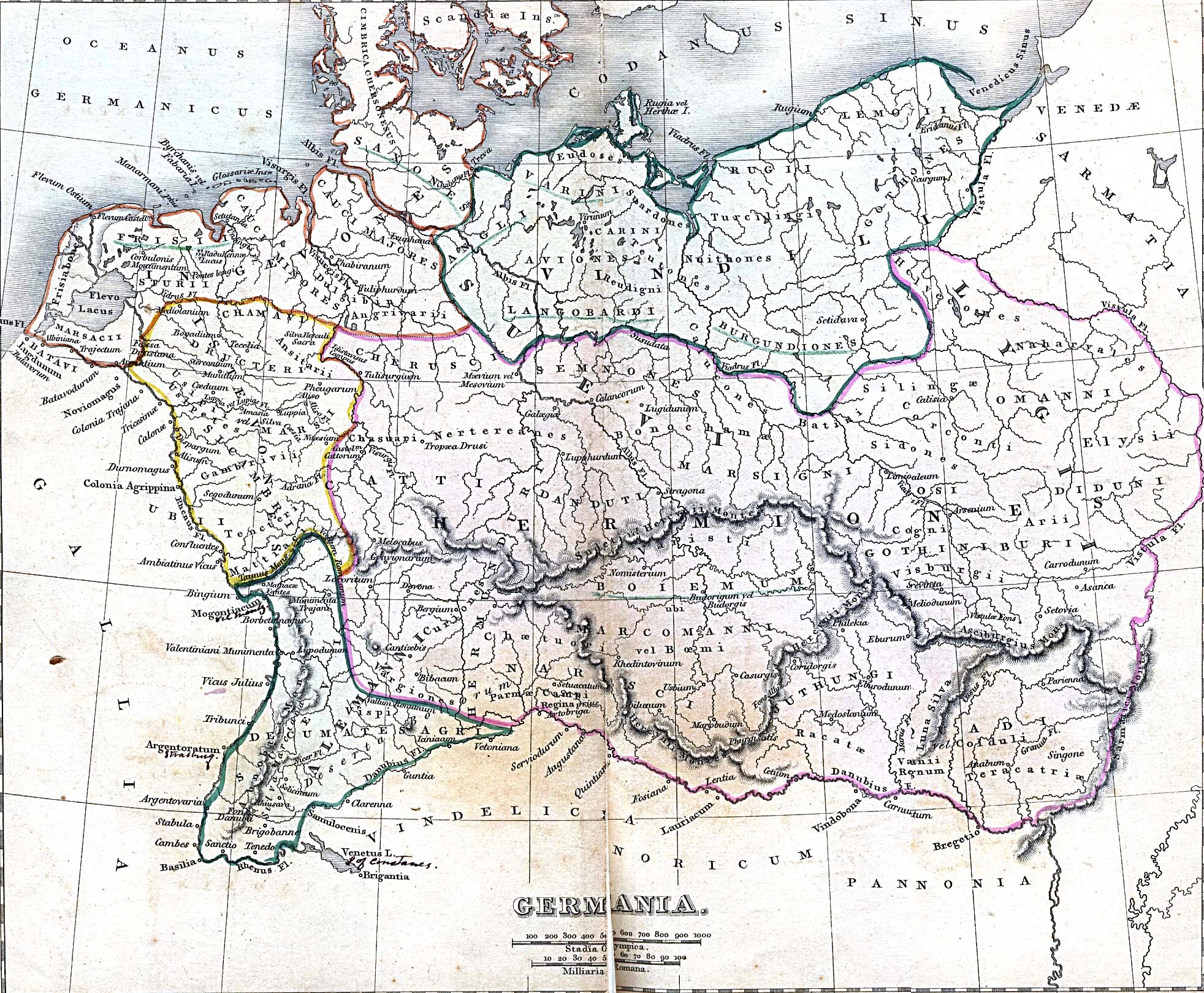
Sur cette carte historique, les Wiehengebirge sont désignés comme Silva Herculi Sacra (en latin, bois sacré d’Hercule), ce qui confirme l’étymologie saxonne de Wiehen, déformation de geweiht / sacré.

Wiehengebirge est un toponyme qui se rattache probablement au saxon signifiant « montagne sacrée » (pour les Germains, les forêts étaient sacrées, et tout particulièrement les monts boisés). On retrouve aussi souvent l'interprétation selon laquelle Wiehen aurait été emprunté à l’allemand Weide, Wiese (prairie) ou weiden. Et on voit en effet sur de vieilles gravures que les Wiehengebirge (par ex. à Lübbecke encore au début du XVIIIe siècle) n'étaient pas boisés comme aujourd’hui, mais servaient de pâture presque jusqu'à la crête, et ce n'est qu'ensuite que le toponyme se serait altéré pour donner Wiesengebirge.
Une explication plutôt fantaisiste donne pour étymologie wie ’n Gebirge (« comme une montagne »), mais l’altitude du point culminant (300 m) n'aurait pu justifier une telle expression.
L’orientation nettement est-ouest de la chaîne vaut localement aux Wiehengebirge le surnom de Bauernlineal (repère du paysan). Les Wiehengebirge orientales, qui contrastent par leur relief avec la plaine environnante, restent visibles même de très loin et peuvent servir au promeneur de signe d’orientation, rendant superflu l’usage d’une boussole. Mais il semble que le mot Wiehengebirge soit longtemps demeuré inusité dans le folklore local, car il y a plusieurs siècles, on désignait indistinctement les Wiehengebirge, les Wesergebirge et les collines du Süntel comme le Süntel. D’un point de vue géomorphologique, il n’est d’ailleurs pas absurde de voir dans ces massifs une unité géographique.

## Géographie

### Situation
Les Wiehengebirge s'étendent sur les arrondissements d’Osnabrück, de Minden-Lübbecke et de Herford. D'ouest en est, le versant septentrional va de Bramsche (au nord-ouest d’Osnabrück) jusqu'aux gorges de la Weser à Minden, c'est-à-dire la Porta Westfalica, en longeant les localités d’Ostercappeln, Bad Essen, Preussisch Oldendorf et Rödinghausen, Lübbecke, Hüllhorst et Bad Oeynhausen. Le versant sud domine Osnabrück, Bissendorf, Melle, Kirchlengern, Bünde, Löhne et Bad Oeynhausen.
Si la délimitation à l'est est bien marquée par la Porta Westfalica et le Wittekindsberg, il n'en va de même à l'ouest, où le relief s'atténue très progressivement, la ligne de crête se poursuivant par des collines isolés avant de se confondre dans la plaine. Au sud de Bramsche se dresse le Penter Egge avec une altitude d'encore 99 mètres, mais 2,5 km plus à l'ouest, on retrouve le niveau de la plaine. On considère généralement que la limite sud du massif est donnée par le canal latéral d’Osnabrück et le Mittellandkanal qui en drainent les eaux de ruissellement. À l'ouest de ces deux voies navigables, on trouve encore le Larberger Egge haut de 82 mètres, qui forme comme le pilier d'angle des Wiehengebirge : il se dresse à seulement deux kilomètres au nord–est de la frontière avec le District de Münster.
La plaine d'Allemagne du Nord s'ouvre immédiatement au nord de la chaîne. En face de la Porta Westfalica, sur l'autre berge de la Weser, prend naissance la chaîne des Wesergebirge, prolongement oriental des Wiehengebirge. La structure géologique des deux massifs est analogue ; les Wesergebirge s'étendent à peu près jusqu’à Hessisch Oldendorf à Süntel. Au sud-est des Wiehengebirge se trouve le Lipper Bergland, au sud le Ravensberger Hügelland, et au sud-ouest, dans le Tecklenburger Land, la lisière de la Forêt de Teutberg ; au nord-ouest, le promontoire du Gehn et les hauteurs d’Ankum, les monts de Damme (Dammer Berge) et le mont de Stemwede (Stemweder Berg). Enfin les grands marécages de Damme s'étendent à l'extrémité nord-ouest de la chaîne.

### Topographie

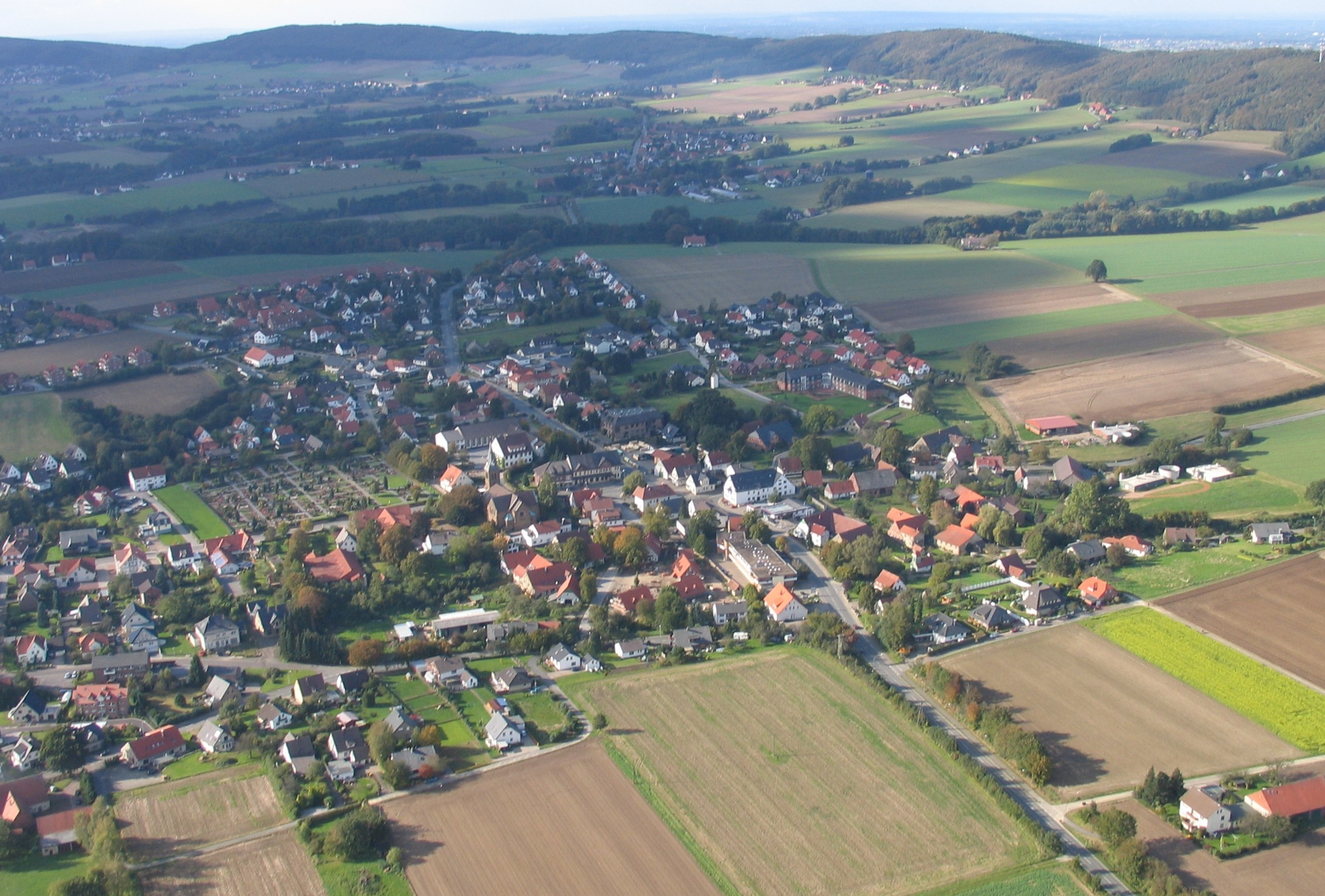
Les Wiehengebirge à Hüllhorst vues du sud-est.

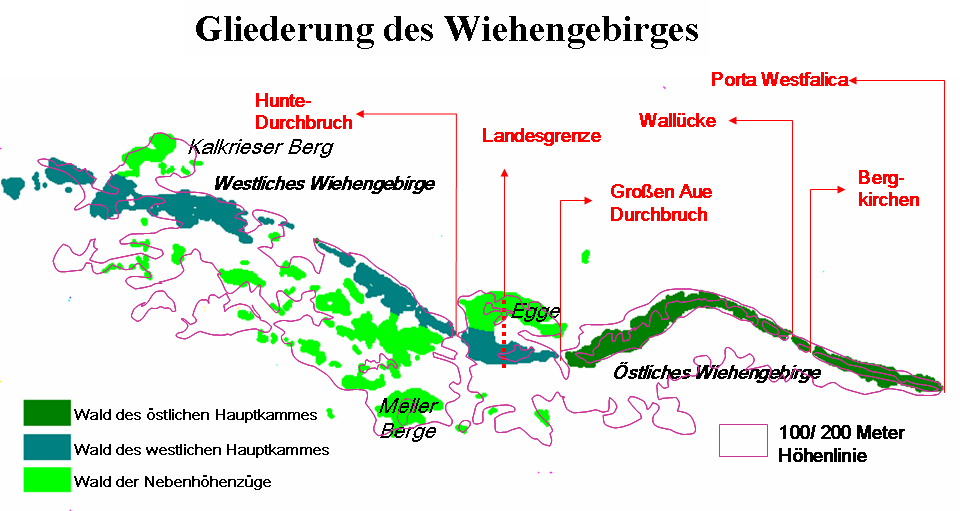
Plan des Wiehengebirge montrant la division entre chaîne orientale et chaîne occidentale.

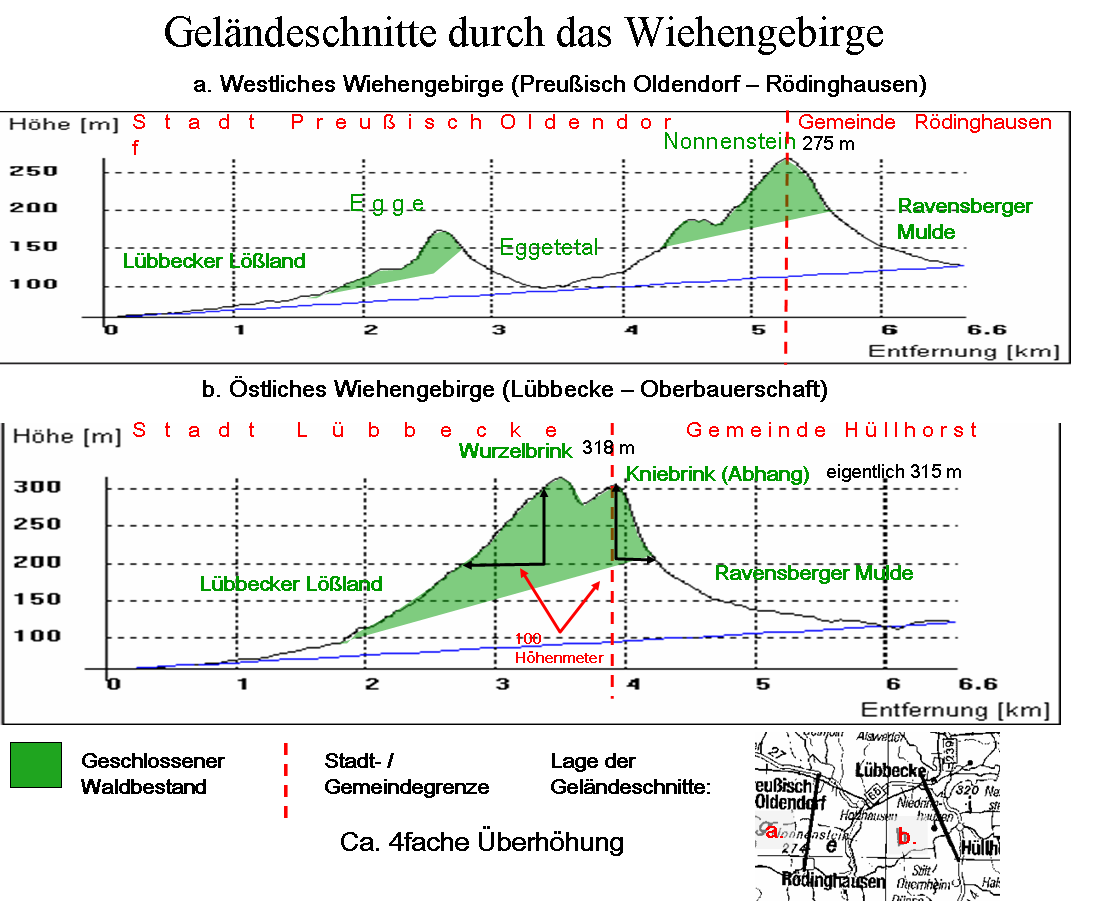
Comparaison du relief des Wiehengebirge orientales et occidentales.

La ligne de crête des Wiehengebirge forme une ligne étirée ponctuée de sommets profondément boisés (appelés Eggen), et séparés entre eux par des cols et des défilés (appelés Dören en Westphalie). Avec les hauteurs d’Ankum, le Gehn, la chaîne des Wesergebirge et le massif du Süntel, les Wiehengebirge dessinent une ceinture boisée presque fermée sur elle-même, d'un périmètre de 143 km. La largeur de la crête est variable, mais atteint en moyenne un kilomètre. De par leur géométrie, on peut diviser les Wiehengebirge en une chaîne orientale et une chaîne occidentale, dont la séparation est délicate ; pour des raisons géographiques, on retient généralement comme ligne de séparation la vallée de la Grande Aue à hauteur du Neue Mühle (« nouveau moulin »).

### Hydrographie

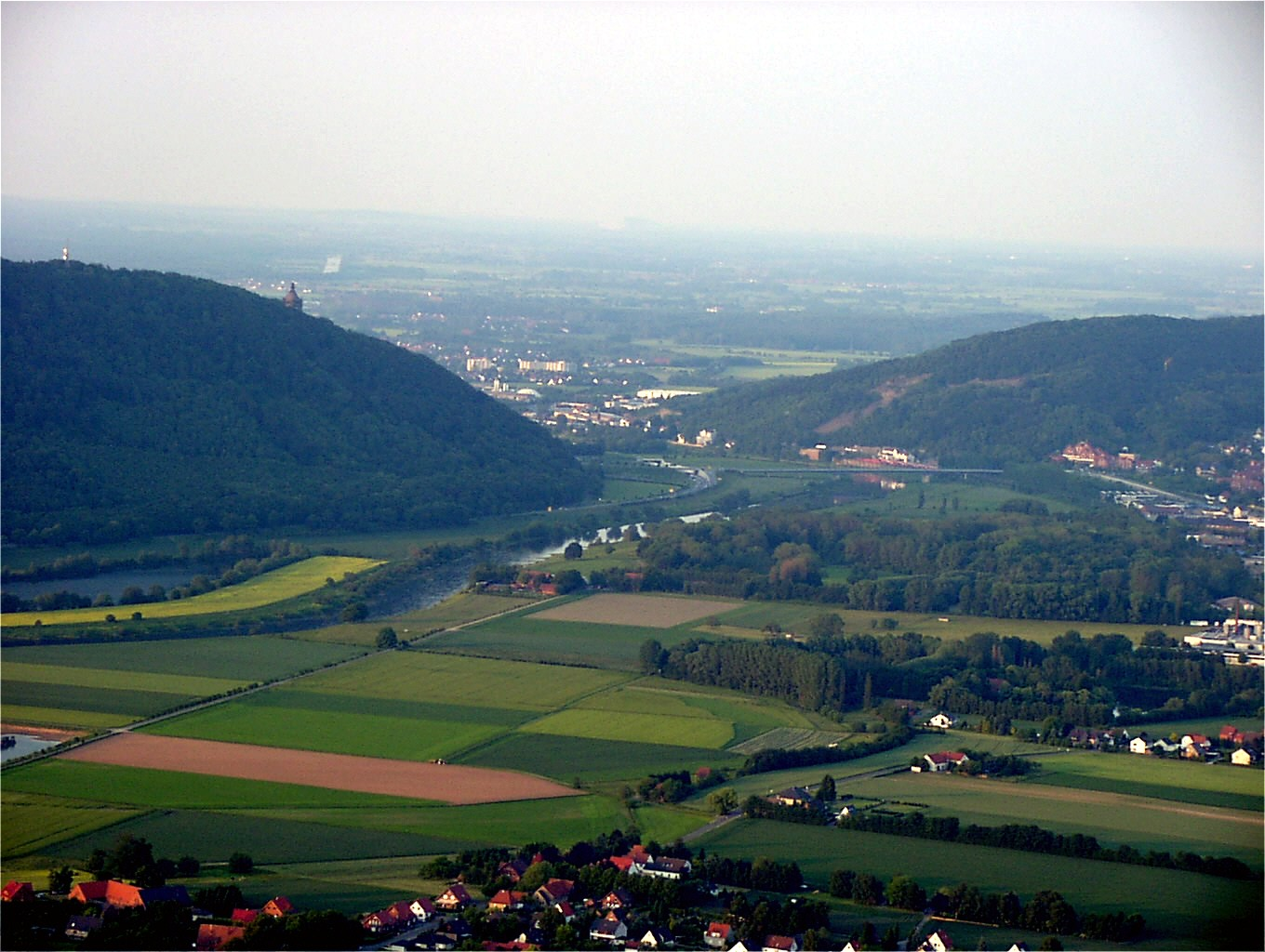
La Weser sépare les Wiehen (à gauche) des Wesergebirge (à droite) à la Porta Westfalica.

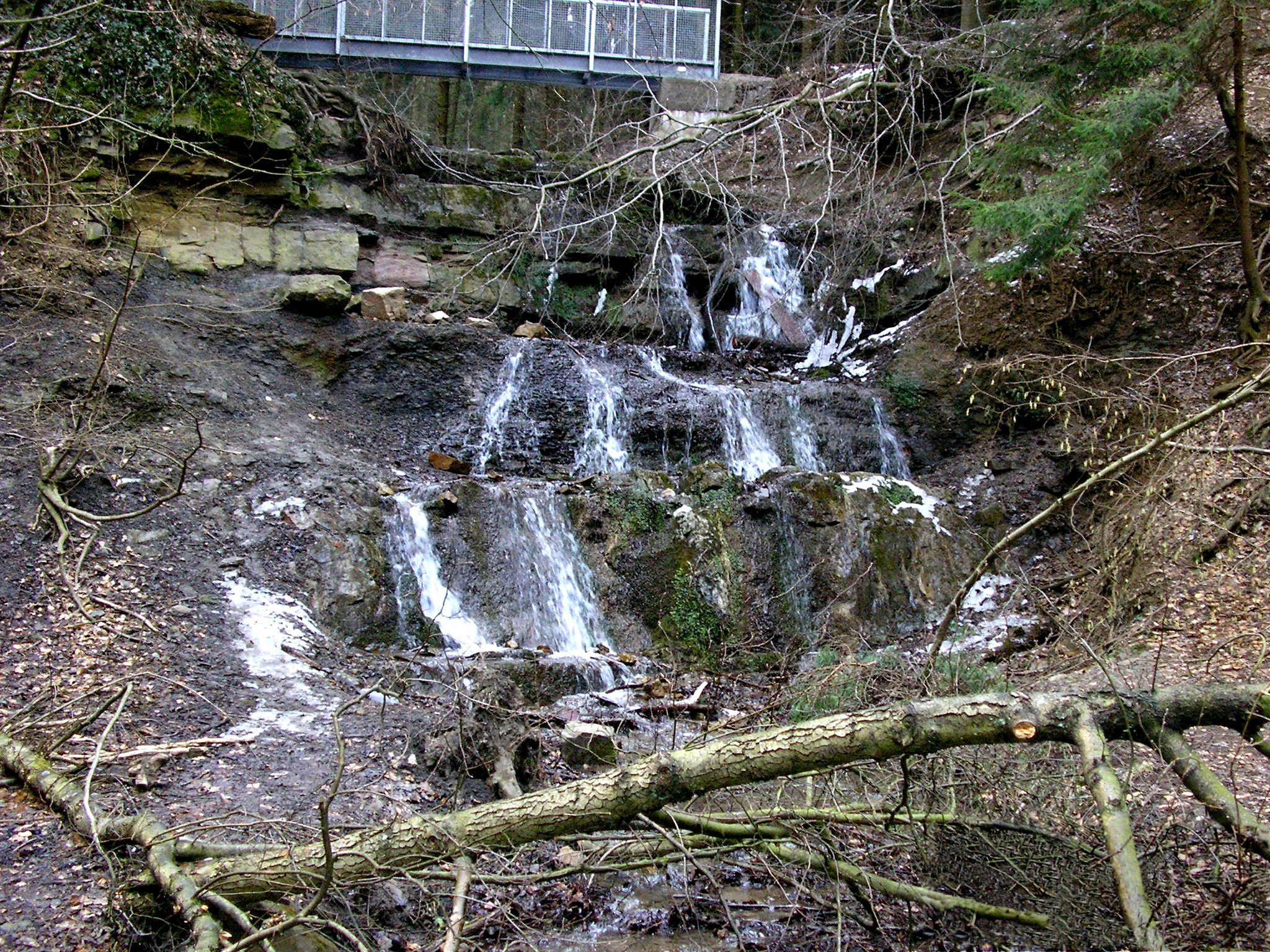
La grande cascade des Wiehengebirge au lac de Grüner See.

Les deux principales rivières sont la Werre, issue de la forêt de Teutobourg, qui franchit les Wiehengebirge au sud-est, puis repart vers le nord avant de se jeter dans la Weser ; et la Weser elle-même, venant de Saxe méridionale près de Hann. Elle traverse les Wiehengebirge au défilé de la Porta Westfalica selon une direction nord-sud et se jette en mer du Nord.
Les lacs des Wiehengebirge sont le Grüner See au nord-est de Melle-Buers (c'est-à-dire à l'est du Grosser Kellenberg) qui présente la plus haute cascade du massif ; le Crollager Teich au sud de Preussisch-Oldendorf-Holzhausen ; et l’Oberlübber Bergsee, au nord-est de Schnathorst, non loin du Lübberberg.
Les principaux canaux sont le Mittellandkanal et le Canal d'Osnabrück, qui en contournant les Wiehengebirge par l'ouest, entre les villes d’Osnabrück et de Bramsche en direction sud-nord, relie le port fluvial d’Osnabrück au Mittellandkanal au nord.

### Géologie

#### Ère secondaire

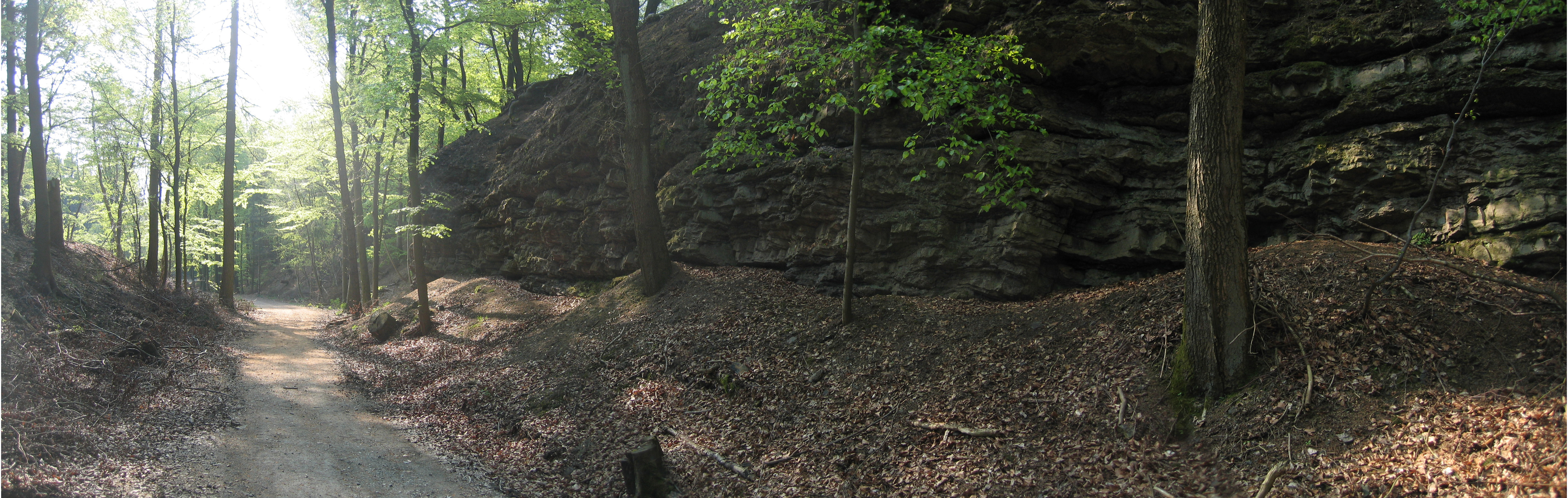
Les affleurements rocheux, comme ici à Nonnenstein, sont relativement rares dans les Wiehengebirge.

Les Wiehengebirge, comme le Weserbergland et d'autres montagnes moyennes de Saxe, sont nées de l'activité tectonique en Saxe à l'ère secondaire, qui a créé par soulèvement tectonique une mosaïque de graben et de horsts étirés, avec formation de failles intermédiaires. Du Jurassique supérieur au Crétacé inférieur, le bassin méridional de Basse-Saxe s'est couvert d'une couche de dépôts sédimentaires marins d’épaisseur stratigraphique considérable. À l'époque du Coniacien et du Santonien (deux sous-divisions, ou étages, du Crétacé supérieur), entre 90 et 80 millions d'années B.P., cette zone a été prise en étau au cours de deux phases subhercyniennes successives et a formé un pli orienté nord-ouest/sud-est, long d'une centaine de kilomètres : phénomène dit « plissement de Lippe-Nord Westphalie » (ou « tectogenèse de Basse-Saxe »). Les Wiehengebirge forment l’anticlinal nord de cette zone. Les horizons rocheux souterrains plus ou moins aplatis qui se trouvent au sud des Wiehengebirge présentent une convexité prononcée en direction du nord. C'est pourquoi, du sud au nord, les affleurements rocheux des Wiehengebirge sont de plus en plus récents : on trouve au sud des couches du Trias, les Wiehengebirge elles-mêmes appartiennent au Jurassique inférieur (Lias) et au Jurassique moyen (Dogger), tandis que les roches du versant nord et des abords au nord se rattachent au Jurassique supérieur (étage de Malm) et au Crétacé inférieur.
Les roches jurassiques des Wiehengebirge sont apparues entre 170 et 140 millions d'années sous forme de sédiments marins. Un grès dur y domine, que dans la région de la Porta Westfalica on désigne comme « grès de la Porta », et qui est utilisé pour la construction entre autres à Wallücke. Le grès le plus fréquent est une roche grossière, qui du fait de sa charge en minerai de fer et en argile présente une teinte brunâtre, et offre une bonne résistance aux intempéries. Les différentes couches stratigraphiques forment des horizons bien distincts que l'on peut observer en de nombreux endroits. Les affleurements en crête sont faits d'un grès clair très dur, le Wiehengebirgssandstein.
Sur le versant sud de la chaîne affleurent les grès durs de Heersum, d’Ornatenton et de Cornbrash. Les étages de Wiehengebirgssandstein et de grès d’Heersum appartiennent au Jurassique supérieur, tandis que le grès de Cornbrash est du Jurassique moyen.
À l'extrémité orientale des Wiehengebirge, le sous-sol est riche en charbons du Wealdien et en minerai de fer, ressources qui ont pour la première fois été exploitées au XVIIe siècle avec la proto-industrialisation du bassin minier de Minden (Mindener Revier). À l'extrémité occidentale de la chaîne, on a exploité jusqu'en 1960 le schiste bitumineux de la Schwarzkreidegrube pour fabriquer des pigments colorés. À plus grande profondeur se trouve une veine de houille du carbonifère, qui affleurait au nord et à l’ouest d’Osnabrück et dont l’exploitation est aujourd’hui abandonnée.

#### Période glaciaire

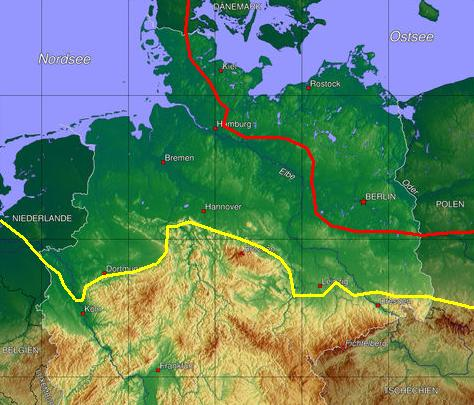
Extension maximale de la glaciation de Riss (ligne jaune).

Les Wiehengebirge, par leur faible altitude, restèrent dégagés de glaciers pendant la dernière glaciation. Au cours de la glaciation de Mindel, la pointe extrême du bouclier glaciaire scandinave s'arrêtait 200 km plus au nord, dans la région de Hambourg (ligne rouge sur la carte ci-contre)). Il est vrai qu'on ne peut exclure la présence de névés permanents dans les vallées les moins ensoleillées : pour cette raison, il n'aurait pu se créer de torrents glaciaires.
Il en alla autrement lors de la glaciation de Riss qui suivit : la frange sud du bouclier glaciaire scandinave s'étendit alors bien au-delà des Wiehengebirge, puisque la pointe glaciaire de la Drenthe recouvrait entièrement la plaine de Westphalie (Westfälische Bucht), prolongement méridional de la grande plaine d'Allemagne du Nord. Il est possible qu'une première avancée du glacier se soit écoulée autour des Wiehengebirge et de la Forêt de Teutobourg avant d'envahir cette plaine, laissant ici et là des nunatakr. Mais il est certain qu'à terme l'inlandsis a recouvert les deux massifs entièrement, les torrents glaciaires s'écoulant au travers des brèches et des cols.
Un exemple de torrent est celui du glacier Aue-Hunte, qui s'étendait jusqu'à la région de Detmold. En témoignent certaines pierres, comme l’ambre, qui proviennent du Småland, de Suède méridionale et de l'île de Bornholm.
C'est ainsi que les Wiehengebirge, comme d'autres massifs plus élevés d'Allemagne qui étaient eux aussi couverts de glaciers (le Harz, la Forêt-Noire etc.), présentent des structures de reliefs de type glaciaire, mais qui dans ce cas précis ont été engendrés par l’avancée de l’inlandsis depuis le nord.

### Localités
Osnabrück est la seule grande ville des Wiehengebirge. La seule ville pratiquement bâtie sur la crête du massif est Bergkirchen avec son église et sa source, Wittekindsquelle. Parmi les villes qui se trouvent soit dans la montagne, soit autour, entre la Porta Westfalica et Minden (au sud-est, resp. au nord de la Porta Westfalica à la traversée des Wesergebirge) à l'est et la ville de Bramsche au nord-ouest, on trouve :
| - Bad Essen (au nord du massif) - Bad Oeynhausen (au sud-est) - Belm (au sud-ouest) - Bissendorf (au sud-ouest) - Bramsche (à l'ouest) - Bünde (au sud) | - Hüllhorst (au sud) - Hille (au nord du massif) - Lübbecke (au nord du massif) - Melle (au sud) - Minden (au nord-est du massif) | - Osnabrück (au sud-ouest) - Ostercappeln (au nord du massif) - Porta Westfalica (à l'est) - Preußisch Oldendorf (au nord du massif) - Rödinghausen (au sud) - Wallenhorst (à l'ouest) |

Au total, la population est de 595 000 habitants.

## Activités

### Curiosités touristiques
Les principales curiosités des Wiehengebirge, si l'on met de côté la qualité des espaces naturels et du paysage, sont le mémorial de l'empereur Guillaume de la Porta Westfalica, édifice qui reste visible très loin depuis la grande plaine d'Allemagne du Nord. Près de Kalkriese se trouve l'un des sites présumés de la bataille de Teutobourg. Les collines abritent également de nombreuses tours d'observation, des monuments et des sites archéologiques.

#### Vestiges archéologiques
Au sud - sud-ouest du massif, non loin de l'agglomération Bad Essen-Barkhausen, on peut visiter entre Linner Berg (au nord-ouest) et le Petit-Kellenberg (au sud-est) une carrière de craie classée au patrimoine national, le Naturdenkmal Saurierfährten, ou l'on voit des empreintes fossiles de dinosaures vieilles de 150 millions d'années. Un petit musée local présente des reconstitutions de dinosaures, propose des plaquettes d'information et invite à effectuer un parcours archéologique sur 16 km. Les empreintes conservées sont celles des spécimens Elephantopoides barkhausensis et Megalosauropus teutonicus.
C'est sur le versant saxon du massif, sur le site archéologique de Bramsche-Kalkriese, qu'a dû se dérouler en 9 av. J.-C. la bataille de Teutobourg.

#### Châteaux forts
Les châteaux et châteaux-forts qui suivent se trouvent sur ou à proximité immédiate des Wiehengebirge (d’est en ouest) :
| Nom              | montagne/colline        | commune             | Particularité                                      |
| ---------------- | ----------------------- | ------------------- | -------------------------------------------------- |
| Gut Wedigenstein | Wittekindsberg          | Porta Westfalica    |                                                    |
| Wittekindsburg   | Wittekindsberg          | Porta Westfalica    | Refuge abandonné avec les ruines d’une église      |
| Burg Reineberg   | Reineberg               | Lübbecke            | château fort en ruines                             |
| Meesenburg       | Meesenkopf              | Lübbecke            | stèle commémorative uniquement                     |
| Gut Obernfelde   | près de Wurzelbrink     | Lübbecke            | au pied de la chaîne                               |
| Babilonie        | Babilonie               | Lübbecke            | Oppidum de l’époque de La Tène, monument           |
| Limburg          | Limberg                 | Preußisch Oldendorf | Ruines d'un octroi fortifié du comté de Ravensberg |
| Diedrichsburg    | Meller Berge            | Melle               | au milieu d'une réserve de sangliers               |
| Schnippenburg    | -                       | Ostercappeln        | Motte castrale et stèle commémorative              |
| Alt Barenaue     | près du Kalkrieser Berg | Bramsche            | Château d'eau                                      |

#### Monuments

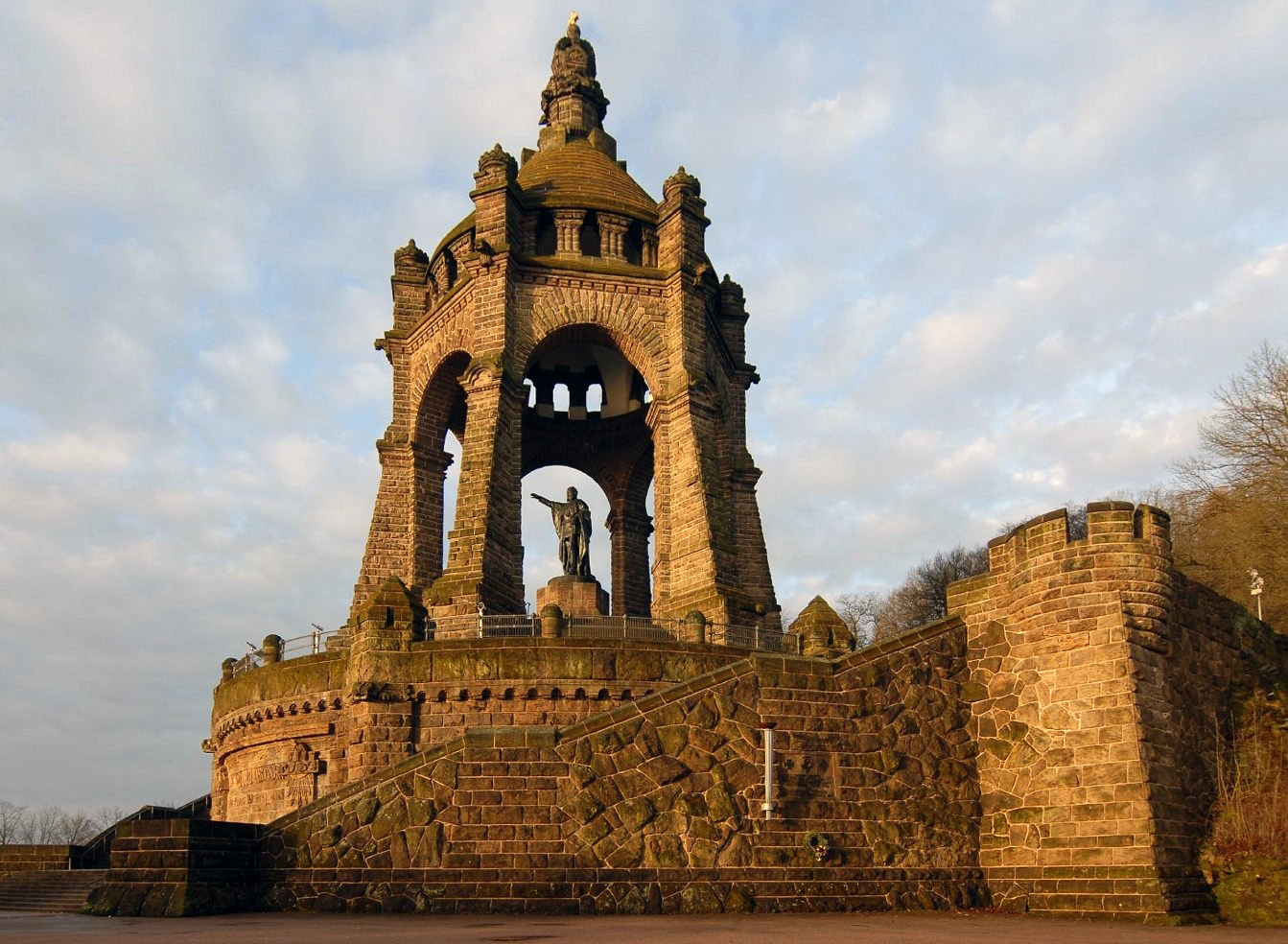
Le mémorial de l'empereur Guillaume.

Les plus célèbres monuments des Wiehengebirge sont :
| Nom                              | Mont/Colline   | Commune                          | Particularité |
| -------------------------------- | -------------- | -------------------------------- | ------------- |
| Bismarck-Feuersäule              | Nonnenstein    | Rödinghausen/Preußisch Oldendorf |               |
| Mémorial de l'empereur Guillaume | Wittekindsberg | Porta Westfalica                 | -             |

#### Panoramas
Il y a plusieurs points d'observations :
| Nom                    | promontoire             | Commune                          | Particularités                                     |
| ---------------------- | ----------------------- | -------------------------------- | -------------------------------------------------- |
| Tour du Park Kalkriese | près de Kalkrieser Berg | Bramsche                         | tour d'observation de 40 m                         |
| Relais de Sonnenbrink  | Sonnenbrink             | Bad Essen                        | Tour d'alerte de 18 m de hauteur, avec plate-forme |
| Ottoshöhe              | Meller Berge            | Melle                            | Tour en bois de 29 m                               |
| Rocher-aux-Nonnes      | Nonnenstein             | Rödinghausen/Preußisch Oldendorf | Tour en pierres de 14 m                            |
| Tour des Wiehen        | Die Egge                | Preußisch Oldendorf              | Tour en bois avec vue sur l'Eggetal                |
| Wartturm               | Wurzelbrink             | Lübbecke                         | Tour en pierres avec vue sur le Ravensberger Land  |
| Tour von Moltke        | Wittekindsberg          | Porta Westfalica                 | Tour en pierres de 13,90 m de hauteur              |

### Anciennes bases militaires
Il y avait jusqu'à la dernière guerre quelques infrastructures militaires dans ou à proximité des Wiehengebirge. Près de Preussisch–Oldendorf, juste en lisière de la forêt, se trouvait un ancien entrepôt de carburant pour avions, le Korpsdepot 155, où entre autres se trouvait l’approvisionnement nécessaire pour un bataillon de chasseurs. À Bad Essen, camouflée dans les bois des Wiehengebirge, il y avait une base de lancement néerlandaise de missiles Nike.

### Voies de communication
Les Wiehengebirge sont traversées d'ouest en est par l’autoroute A 30, entre Osnabrück et Bad Oeynhausen, et le tronçon ouest recoupe les autoroutes A 33 et A 1, la dernière traversant le versant ouest du massif du sud au nord.
La Porta Westfalica, à l'est des Wiehengebirge, est traversée par les routes fédérales B 61 et B 482. Au nord de la chaîne, la route fédérale B 65, qui contourne le massif à l'ouest avec la B 51, prend une direction ouest-est. Tout à fait à l'ouest, on trouve les routes B 68 et B 218. Quelques-unes de ces routes fédérales se raccordent aux autoroutes déjà mentionnées. D'innombrables routes régionales prolongent ces grandes artères.
En ce qui concerne les chemins de fer, les Wiehengebirge sont desservies :
- par la ligne ICE Hambourg-Venloer qui va de Hambourg à Cologne via Osnabrück
- par la ligne régionale Ravensberger Bahn no 71 qui va de Bünde à Rahden (KBS 386)
- au sud, la ligne Rheine - Osnabrück - Löhne - Minden (KBS 375)
- et au nord la ligne privée Wittlager Kreisbahn, via Bohmte - Bad Essen - Preussisch-Oldendorf.

Il y a en crête des Wiehengebirge un chemin de randonnée, le Wittekindsweg.